# Rees
Rees − miasto w Niemczech, w kraju związkowym Nadrenia Północna-Westfalia, w rejencji Düsseldorf, w powiecie Kleve. Jest członkiem Euroregionu Rhein-Waal.

## Podział miasta
Miasto dzieli się na osiem dzielnic:
| - Rees - Bienen - Empel - Esserden | - Haffen - Haldern - Mehr - Millingen |

## Polityka

### Rada Miasta
Od ostatnich wyborów samorządowych (30. sierpnia 2009) skład rady miasta jest następujący:
| rok  | CDU | SPD | Związek 90/Zieloni | FDP | Razem      |
| 2009 | 17  | 9   | 5                  | 3   | 34 miejsca |

Następne wybory planowane są w roku 2014.

### Burmistrz
Burmistrzem Rees jest Christoph Gerwers (CDU). Jego kontrkandydatami w wyborach byli: Harry Schulz (SPD), Klaus Dörr (Zieloni) i Jürgen Tenter (bezpartyjny). Następne wybory burmistrza są planowane na 2015 rok.

## Transport

### Drogowy
Rees posiada jedną z głównych dróg łączących się z autostradą A3.

### Kolejowy
Stacja Empel-Rees jest położona ok. 4 km od centrum miasta i łączy je z Emmerich am Rhein na północy, a także z Wesel, Oberhausen, Duisburgiem, Düsseldorfem, Kolonią, Bonn i Koblencją na południu.

### Żegluga śródlądowa
Rzeka Ren

### Porty lotnicze
Najbliższe porty lotnicze:
- Düsseldorf – ok. 75 km
- Weeze – ok. 35 km